# 尾穗苋
尾穗苋（学名：Amaranthus caudatus），又名老枪谷（出自《龙沙纪略》），是苋科苋属的一年生草本植物。分布于世界各地，生长于海拔580米至1,200米的地区。叶和种子可食。
在维多利亚时代的花语中，这种花（英语俗名为“Love-lies-bleeding”）的意思是无望的爱、绝望。

## 外部連結
- 维基共享资源上的相關多媒體資源：尾穗苋
- 尾穗莧, Weisuixian （页面存档备份，存于） 藥用植物圖像數據庫（香港浸會大學中醫藥學院）（繁體中文）（英文）